# Tren de oro nazi

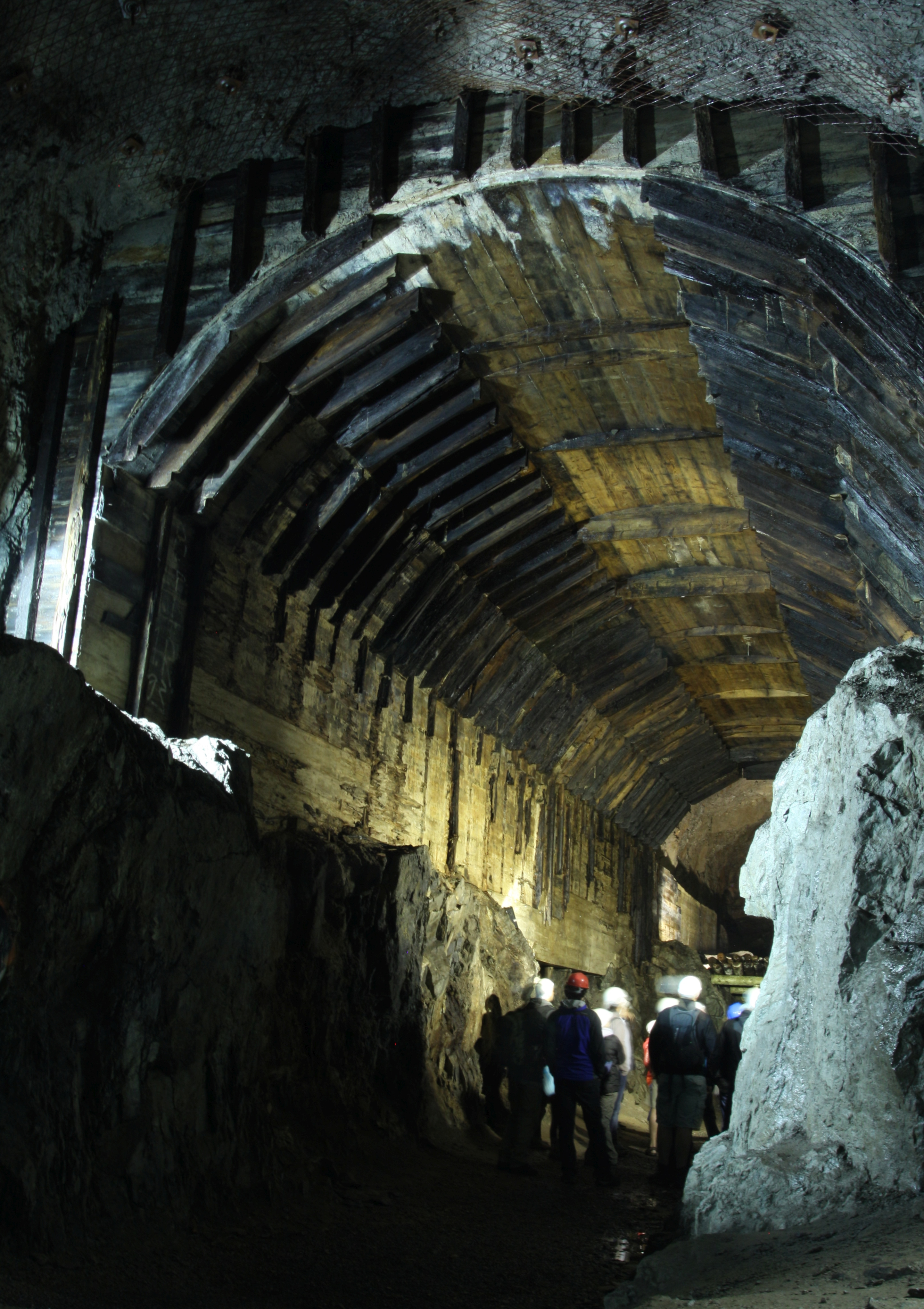
Un túnel parcialmente terminado del Proyecto Riese, imagen del año 2014.

El tren del oro nazi o tren del oro de Wałbrzych es una leyenda urbana sobre un tren cargado de oro y tesoros que fue escondido por los nazis en el suroeste de Polonia durante los últimos días de la Segunda Guerra Mundial. La historia apócrifa afirma que el tren lleno de objetos de valor, incluidas obras de arte, fue escondido en un túnel ferroviario sellado o en una mina en los Sudetes centrales por los nazis en retirada. A pesar de numerosas búsquedas desde 1945, incluso por parte del ejército polaco durante la Guerra Fría, nunca se ha encontrado ninguna evidencia del tren, sus vías o su tesoro. Los historiadores creen que el tren nunca existió.
Entre 2015 y 2018, el tren recibió un renovado interés de los medios de comunicación mundiales cuando dos polacos afirmaron haberlo descubierto utilizando un georradar. La búsqueda culminó con una excavación en la que participaron militares polacos, funcionarios estatales y personas con financiación privada. Sin embargo, las excavaciones se detuvieron cuando se descubrió que la anomalía detectada era geología natural. El interés por el tren llevó a un grupo de entusiastas a construir una réplica a tamaño real de un tren blindado nazi con la esperanza de que se convirtiera en una atracción turística.

## Historia

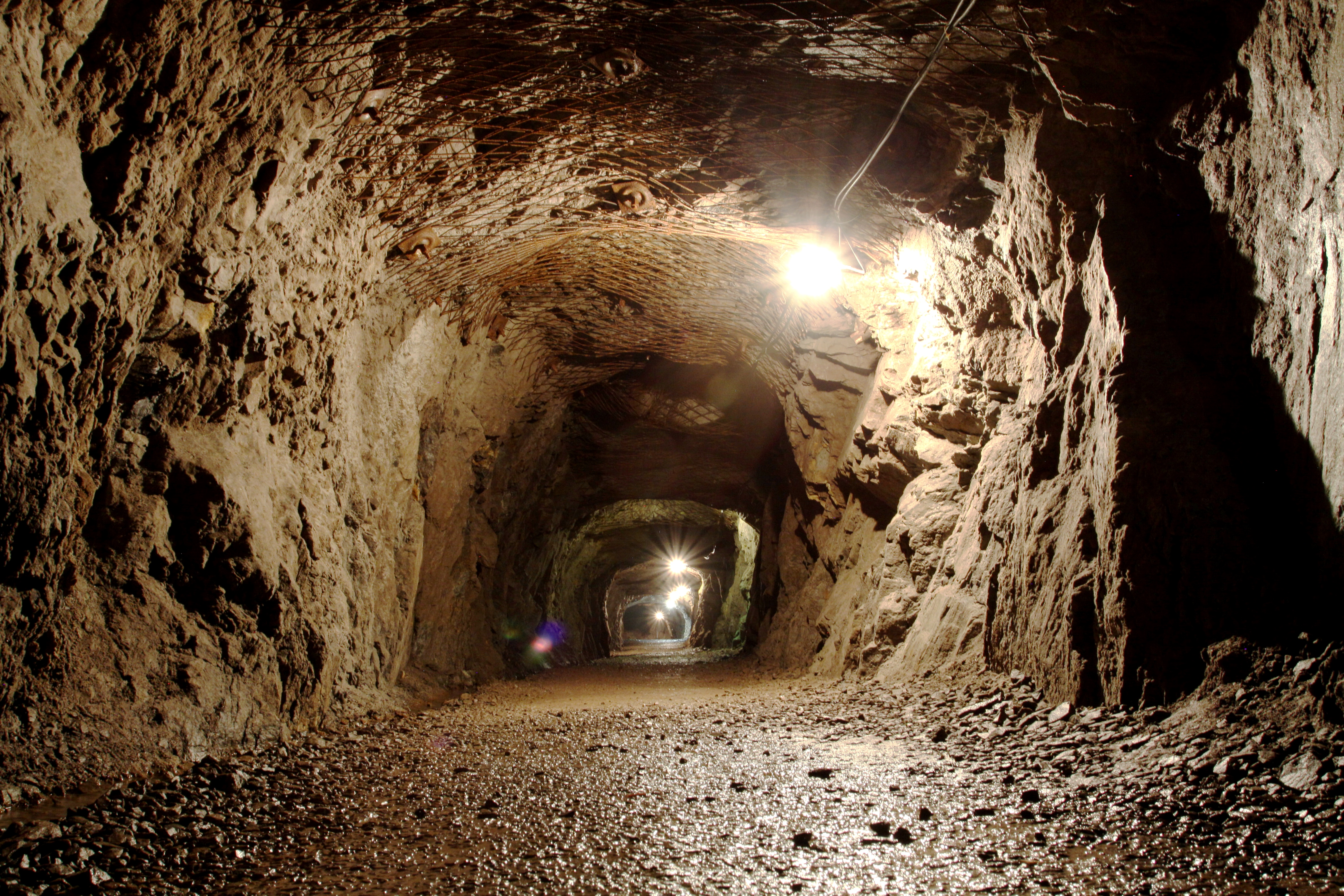
Uno de los túneles inacabados del Proyecto Riese en las Montañas del Búho, Baja Silesia.

Según la historia apócrifa, un tren blindado nazi cargado de oro y otros tesoros salió de Breslau (hoy Breslavia) en los últimos meses de la Segunda Guerra Mundial, llegó a la estación de Friburgo en Silesia (Świebodzice), pero no a la siguiente estación en Waldenburg en Silesia (Wałbrzych). Se sospecha que el tren entró en una mina de carbón abandonada o en un sistema de túneles bajo el castillo de Książ, que formaba parte del proyecto de construcción nazi ultrasecreto e inacabado Proyecto Riese en las Montañas del Búho. Se suponía que a bordo del tren había más de 330 toneladas de oro, joyas, armas y obras maestras de arte.
Según los historiadores, nunca se ha demostrado que existiera el tren. Durante la República Popular Polaca (1947-1989), el Ejército Popular Polaco llevó a cabo numerosas búsquedas del tren pero no encontró nada.

## Búsqueda en el "kilómetro 65"

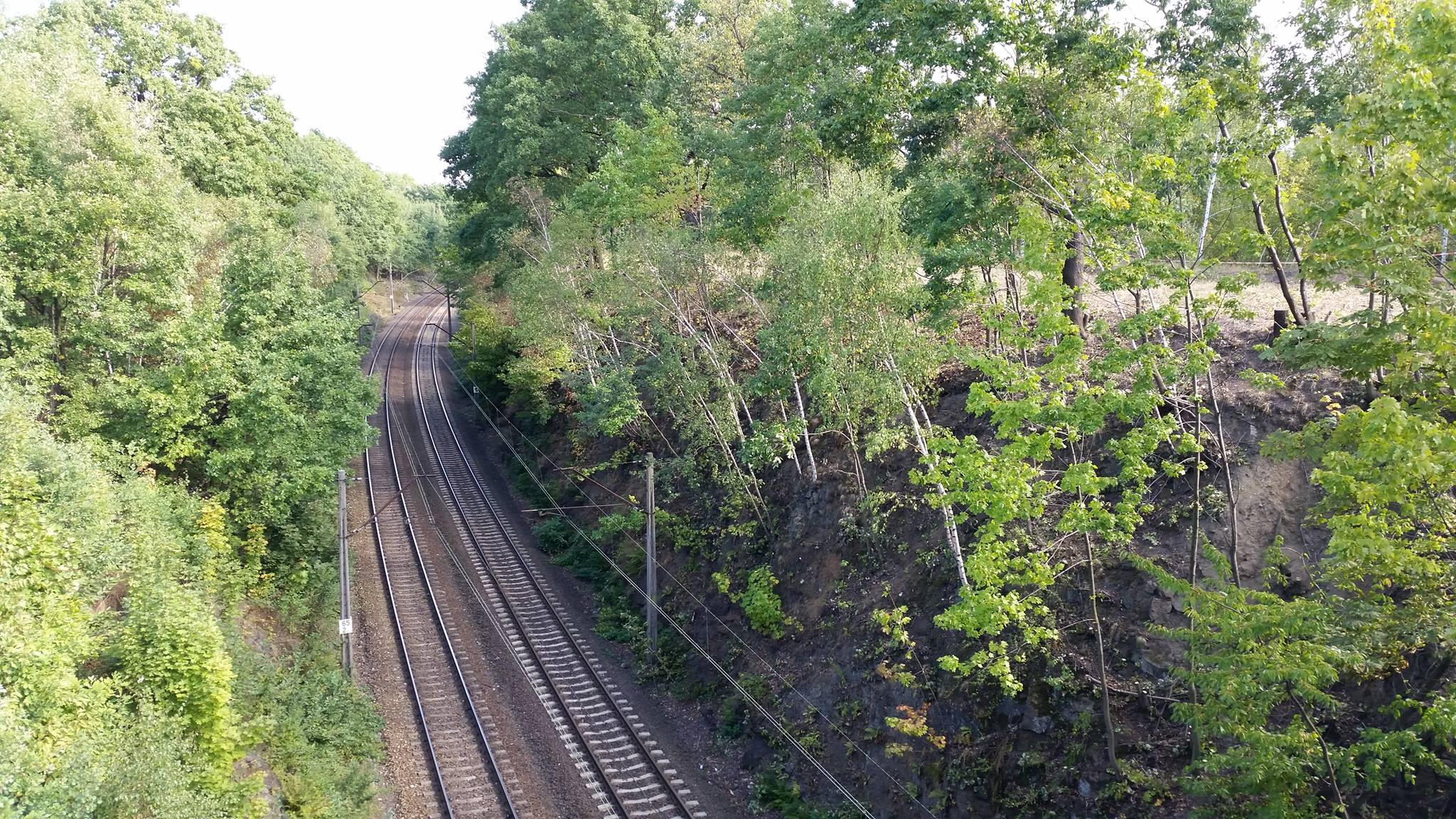
Supuesta ubicación del tren del oro nazi desaparecido cerca de Wałbrzych.

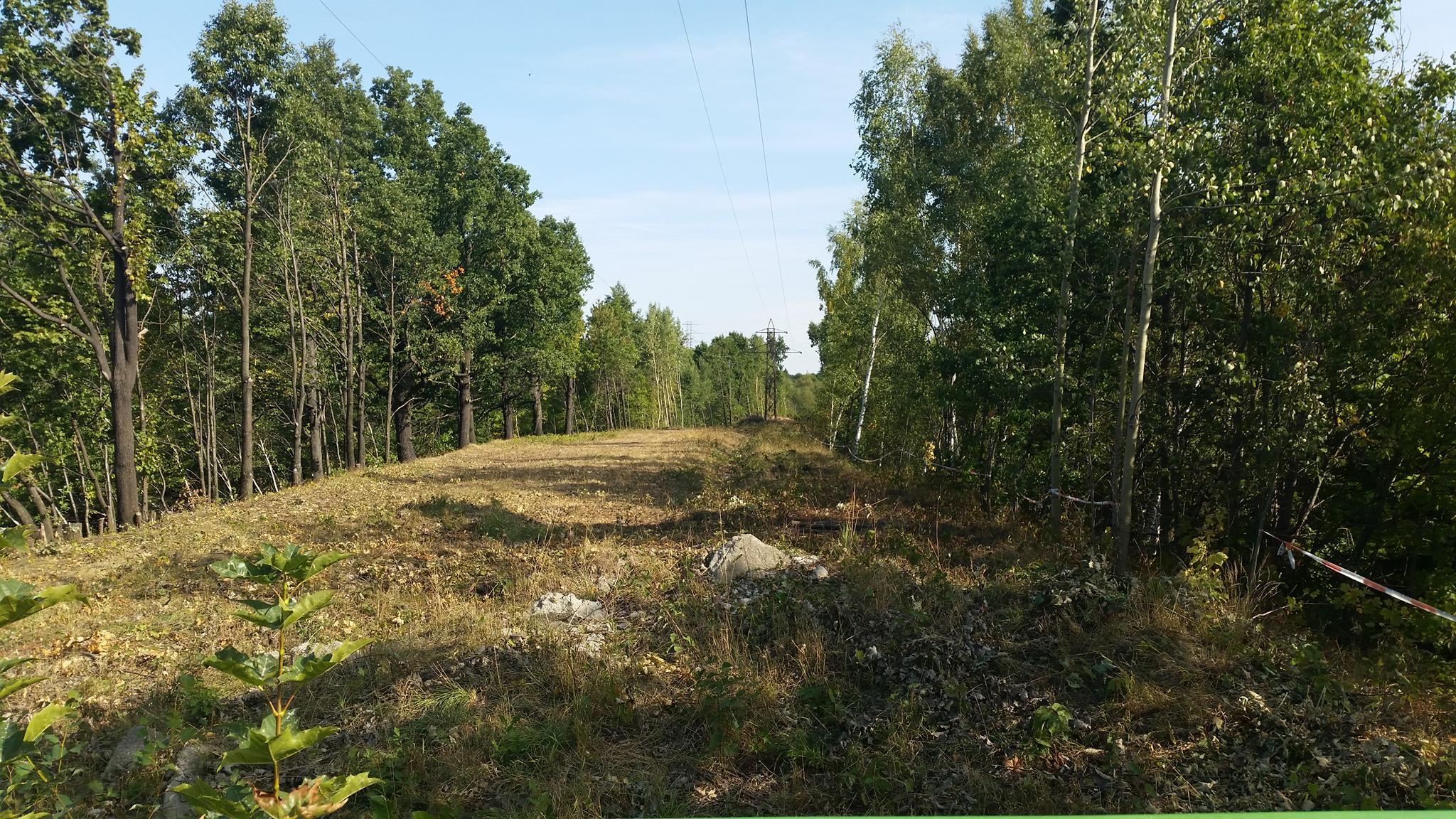
Terraplén del ferrocarril en la "Zona 65", cerca del cruce de la calle Uczniowska, Wałbrzych, donde se afirmaba que estaba escondido el Tren del Oro.

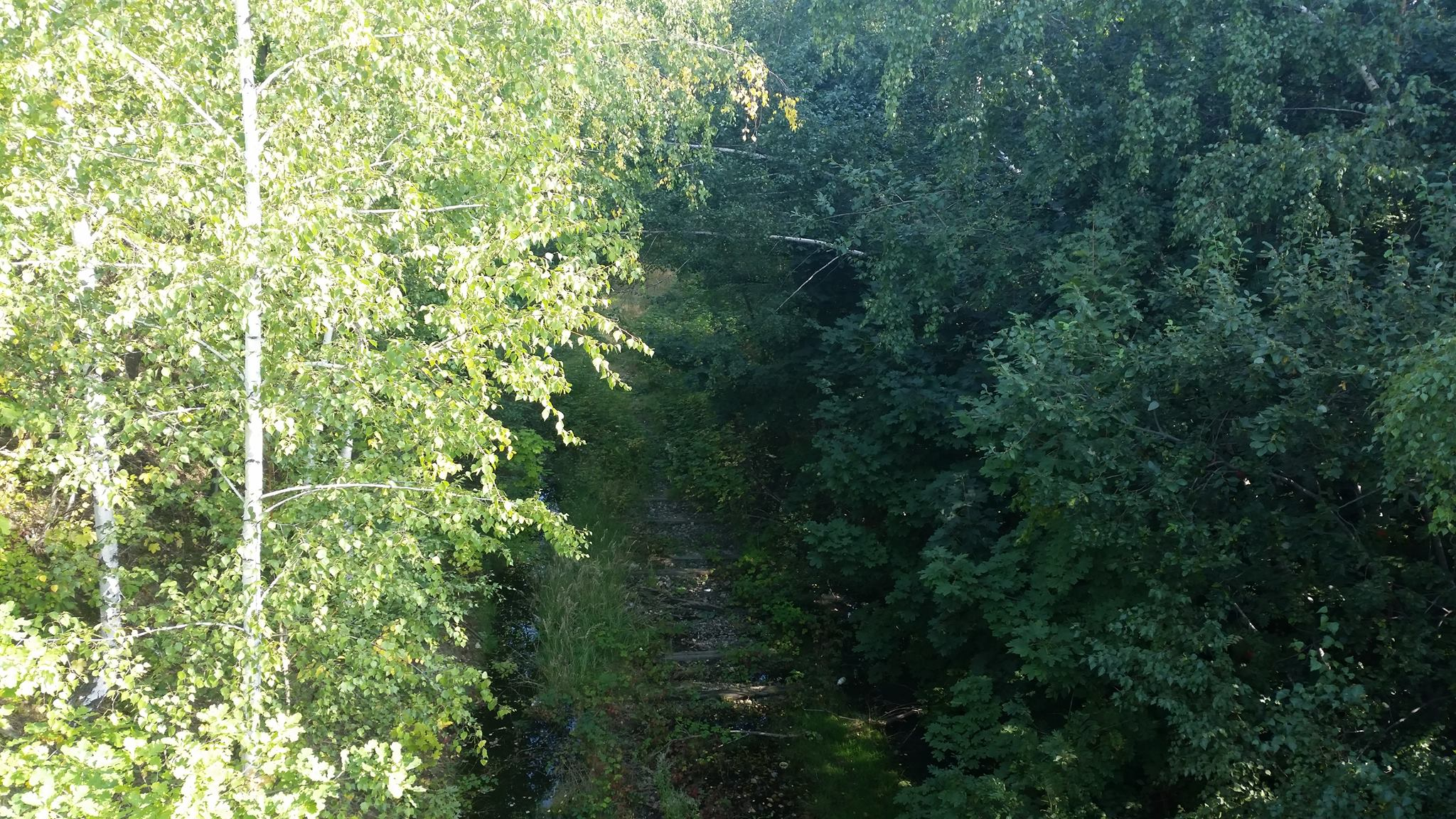
Restos de vía férrea cerca de la "Zona 65".

A finales de agosto de 2015, comenzaron a circular noticias sobre dos hombres no identificados que habían obtenido una confesión en el lecho de muerte sobre un tren de oro enterrado. Los dos fueron identificados más tarde como Piotr Koper de Polonia y Andreas Richter de Alemania, copropietarios de la empresa de exploración minera XYZ SC Utilizando abogados como intermediarios, los dos hombres iniciaron negociaciones secretas con el gobierno polaco por una "tarifa de búsqueda" del 10% del valor del tren a cambio de información que condujera a su localización. Revelarían la ubicación exacta una vez que se firmaran los documentos.
Koper y Richter afirmarían más tarde que el gobierno filtró información sobre su descubrimiento, lo que provocó un circo mediático mundial.
El 28 de agosto, el viceministro polaco de Cultura, Piotr Żuchowski, anunció que las imágenes de georradar tomadas por Koper y Richter confirmaban con un 99% de probabilidad que se había encontrado un tren de 100 metros de longitud. Sin embargo, el 31 de agosto, Tomasz Smolarz, Gobernador del Voivodato de Baja Silesia, dijo a los periodistas: "No hay más pruebas para este supuesto descubrimiento que para otras afirmaciones hechas a lo largo de los años", añadiendo: "Es imposible afirmar que tal hallazgo exista realmente en el lugar indicado basándose en los documentos presentados".
El 4 de septiembre, Koper y Richter aparecieron en público por primera vez, rompiendo su anterior anonimato. Anunciaron que se había comunicado a las autoridades polacas la localización exacta del tren. También publicaron imágenes que habían tomado con un sistema de radar de penetración terrestre KS-700 que parecían mostrar un pozo artificial de 50 metros de profundidad con algo dentro. Koper y Richter creían que el tren estaba enterrado junto a un tramo de vía de 4 kilómetros en la línea Varsovia-Wałbrzych de los Ferrocarriles Estatales Polacos en el kilómetro 65.
Las autoridades polacas aislaron el bosque en la zona del kilómetro 65 y desplegaron policías y otros guardias para impedir el acceso a los numerosos buscadores de tesoros que habían llegado armados con equipos de detección. A finales de septiembre, el ejército polaco, a petición del gobernador regional, comenzó a limpiar la superficie de árboles y a buscar trampas explosivas y minas. Los militares confirmaron el 4 de octubre que no existían explosivos, ni otros peligros, hasta un metro de profundidad.
A mediados de noviembre, las autoridades municipales de Wałbrzych autorizaron a dos equipos diferentes que realizaran una evaluación no invasiva del lugar. El primer equipo estaba formado por Koper y Richter. El segundo equipo constaba de especialistas en minería de la Academia de Minería de Cracovia, encabezados por Janusz Madej. El 15 de diciembre, el segundo equipo anunció que un estudio no había encontrado pruebas de un tren, aunque sí un posible un túnel cegado. Koper y Richter siguieron afirmando la existencia de un tren, a lo que Madej respondió: "Es humano cometer un error, pero es una tontería insistir".
A pesar de la opinión de un experto externo de que no existía ningún tren, Koper y Richter en mayo de 2016 obtuvieron permiso del propietario del terreno, los Ferrocarriles Estatales Polacos, para comenzar a excavar en el lugar. La excavación comenzó el 15 de agosto de 2016 con un equipo de 64 personas, entre ingenieros, geólogos, químicos, arqueólogos y un especialista en demoliciones militares. Según se informa, la excavación costó 116.000 euros o 131.000 dólares y fue financiada por patrocinadores privados y con la ayuda de voluntarios.
La excavación se detuvo después de siete días cuando no se encontraron vías, túneles ni trenes. Se reveló que las imágenes de radar que se pensaba que eran del tren, eran formaciones de hielo naturales. Un funcionario de la ciudad admitió que el turismo había aumentado un 44% durante el año y dijo que "la publicidad que la ciudad ha recibido en los medios globales vale aproximadamente unos 200 millones de dólares. Nuestro presupuesto anual para promoción es de 380.000 dólares, así que piénselo. Si los exploradores encuentran algo o no, el tren del oro ya ha llegado." El alcalde de la ciudad estaba pensando en ponerle el nombre de Koper y Richter a una rotonda.
A principios de diciembre de 2016, Koper y Richter declararon su intención de crear una fundación con el fin de recaudar fondos para perforar hasta 20 metros de profundidad en 2017. Durante la tercera búsqueda en junio de 2017, con la ayuda del equipo de excavación de una empresa de geofísica de Varsovia se encontraron siete cavidades en las que se sospechaba que se trataba de un túnel ferroviario. El hallazgo requirió una perforación profunda que, según los contratistas, costaría al menos 100.000 eslotis (unos 23.000 euros) para los permisos y la excavación propiamente dicha. La excavación estaba prevista para la primavera o el verano de 2018, cuando se hubieran encontrado patrocinadores.
En agosto de 2018, Richter dejó el equipo de excavación. Koper anunció que continuaría la búsqueda. Si bien nunca encontró oro nazi, en enero de 2019, Koper descubrió una serie de pinturas murales grandes e "invaluables" del siglo XVI escondidas detrás de una pared de yeso mientras realizaba trabajos de renovación en un antiguo palacio en el pueblo de Struga, cerca de Varsovia.

## Tren Dorado 2025
En julio de 2025, un grupo anónimo autodenominado "Tren Dorado 2025", sin relación con el grupo anterior de la "Zona 65", afirmó la existencia de un tren dorado en un lugar no revelado del Distrito Forestal de Świdnica, que rodea Wałbrzych. En concreto, tres vagones de carga enterrados en un antiguo túnel ferroviario. Obtuvieron un permiso limitado para registrar la superficie con detectores de metales y excavar hasta 50 cm de profundidad con palas manuales.